# Cristian Pasquato
Cristian Pasquato (Padova, 20 luglio 1989) è un calciatore italiano, centrocampista del Campodarsego.

## Caratteristiche tecniche
Seconda punta, può giocare anche come trequartista o esterno offensivo. Dotato tecnicamente, è considerato uno specialista dei calci piazzati.

## Carriera

### Club

#### Montebelluna e Juventus
Originario di Codiverno di Vigonza, entra a sei anni nella scuola calcio del Padova. Notato da Lorenzo Simeoni, viene segnalato al Montebelluna dove giocava anche il fratello. A Montebelluna rimane sette anni e passa nel settore giovanile della Juventus nel 2003. Nella stagione 2007-2008 vince la Supercoppa Primavera sotto la guida di Vincenzo Chiarenza, segnando il 3 ottobre 2008 contro l'Inter su punizione al 55' il primo dei due gol che hanno consegnato il trofeo ai bianconeri.
Viene spesso portato in panchina nella prima squadra da Claudio Ranieri e l'11 maggio 2008 esordisce in Serie A entrando al 90' di Juventus-Catania al posto di Alessandro Del Piero.

#### Prestiti a Empoli e Triestina
Il 24 agosto passa in prestito con diritto di riscatto della compartecipazione all'Empoli. In Toscana termina il campionato di Serie B con 24 presenze e una rete, il gol della vittoria in Rimini-Empoli (0-1) del 20 settembre. Il 15 luglio 2009 viene rinnovato il prestito per un'altra stagione all'Empoli.
Il 14 gennaio 2010 passa alla Triestina in prestito con diritto di riscatto della compartecipazione. Il 27 febbraio 2010 segna il suo primo gol con la Triestina firmando il momentaneo 1-0 sul Lecce (1-1). Finito il prestito alla Triestina ritorna alla Juventus.

#### Prestiti a Modena, Lecce e Torino
Dopo aver svolto il ritiro pre-campionato con i bianconeri, viene ceduto in prestito al Modena. Il 22 agosto 2010 segna il suo primo gol con la maglia del Modena con un calcio di punizione al 94' che regala ai canarini la vittoria contro il Piacenza. Chiude la sua stagione con 40 presenze in campionato e 9 reti. Terminato il prestito torna alla Juventus.
Dopo aver svolto il ritiro pre-campionato con i bianconeri, il 31 agosto 2011 passa in prestito al Lecce. Il 28 gennaio 2012 il calciatore risolve anticipatamente il contratto e fa ritorno alla Juventus.
Il 29 gennaio 2012 passa in prestito al Torino. Esordisce il 24 marzo 2012 nella partita contro il Gubbio, segnando il gol del momentaneo 5-0 e servendo l'assist per il 6-0 finale.

#### Udinese, Bologna e Padova
Il 2 luglio 2012 passa in compartecipazione all'Udinese per 1,5 milioni di euro. Lo stesso giorno viene girato in prestito al Bologna. Segna il primo gol con la maglia rossoblu nella partita di Coppa Italia Bologna-Livorno del 28 novembre 2012. Segna anche agli ottavi di finale di Coppa Italia 2012-2013 contro il Napoli con un tiro a rasoterra deviato dal portiere Morgan De Sanctis. Il primo gol in Serie A arriva nella partita del 27 gennaio 2013, Bologna-Roma (3-3), segnando il gol del momentaneo 3-2. A fine stagione nella gara contro il Cagliari Calcio segna un gran gol, con un destro dai 30 metri che va a finire sotto l'incrocio dei pali.
Il 19 giugno dello stesso anno viene rinnovata la compartecipazione tra Udinese e Juventus. L'8 agosto passa in prestito a titolo temporaneo al Padova. Esordisce l'11 agosto nell'incontro di Coppa Italia contro la Virtus Entella, segnando un gol.

#### Pescara, Livorno e ritorno al Pescara
Il 20 giugno 2014 la Juventus riscatta l'intero cartellino dall'Udinese per 1,5 milioni di euro, e il successivo 1º settembre lo cede in prestito al Pescara. Alla seconda di campionato esordisce contro la Ternana segnando il gol dell'1-1 su calcio di punizione. Si ripete alla settima giornata chiudendo la partita nel 4-0 casalingo contro la Virtus Entella. Colleziona 38 presenze e 7 gol.
Il 31 agosto 2015 passa in prestito al Livorno.. Protagonista subito all'esordio dell'assist per il quarto ed ultimo gol di Francesco Fedato per la vittoria per 4-0 sul Pescara, segna la sua prima rete con i labronici il 21 settembre successivo, firmando il gol del definitivo successo per 3-2 in casa della Ternana. 
Durante il mercato invernale della stessa stagione, dopo 4 reti in 19 partite col Livorno, torna in prestito al Pescara.Non segna in campionato, ma negli spareggi promozione è decisivo nella semifinale di ritorno contro il Novara, il 1ºgiugno 2016, in cui segna mette a referto un gol ed un assist nel successo per 4-2. Alla fine con gli abruzzesi conquista la promozione in serie A dopo la vittoria sul Trapani nella finale play-off. 

#### Krylya Sovetov Samara
Nell'agosto del 2016 passa in prestito con diritto di riscatto al Kryl'ja Sovetov Samara, trasferendosi così per la prima volta in carriera all'estero. Debutta il 26 agosto nella sconfitta interna control l'Ufa. Segna il suo primo gol con la sua nuova squadra il 20 novembre nella sfida esterna contro lo Zenit San Pietroburgo, realizzando la rete del momentaneo 1-0 nella partita che finirà poi con il risultato di 3-1 a favore del club di San Pietroburgo. Nel corso del campionato si ripete in altre 4 marcature che tuttavia non basteranno al club dell'omonima cittadina del Volga ad evitare la retrocessione in seconda divisione giunta al penultimo posto, dopo 26 presenze e 5 reti fa ritorno alla Juventus.

#### Legia Varsavia
Nell'agosto del 2017 resta all'estero ma cambia campionato approdando al Legia Varsavia in Polonia firmando un contratto biennale. Con il club polacco fa il suo esordio il 26 luglio nell'andata del preliminare di Champions League esordendo così anche nella massima competizione europea contro l'Astana. Segna la sua prima rete in occasione dei quarti di finale della Coppa di Polonia contro il Bytovia Bytów. Il 2 maggio 2018 vince la Coppa di Polonia, nella finale contro l'Arka Gdynia, che rappresenta, di fatto, il suo primo trofeo da professionista. Il 20 maggio, a seguito della vittoria del Legia contro il Lech Poznań, conquista il primo titolo nazionale, rimanendo per tutti i novanta minuti in panchina.

#### Campodarsego, Gubbio e Trento
Rimasto svincolato, il 21 ottobre 2019 accetta di tornare vicino a casa, seppure in Serie D, accettando l'offerta dell'ambizioso club del Campodarsego.
Il 21 agosto 2020 torna nei professionisti della terza serie firmando un contratto annuale per il Gubbio.. Il 29 novembre segna la prima rete con gli umbri nel pareggio casalingo con la Feralpisalò per 1-1. Resta in Umbria una sola stagione e l'anno successivo firma per il club neopromosso in Serie C del Trento. Il 19 settembre 2021, alla seconda giornata, segna la sua prima rete, firmando il gol vittoria della partita contro la Giana Erminio. Alla fine di giugno 2024, non gli viene rinnovato il contratto in scadenza e rimane svincolato.
Nel 2024 torna al Campodarsego.

### Nazionale
Conta diverse presenze con le rappresentative azzurre. Con l'Under-16 partecipò nel 2005 al Torneo Internazionale "Europa unita", giocando 4 incontri e realizzando 2 reti.
Tra il 2005 ed il 2006 vestì la maglia dell'Under-17 con cui esordì nel Torneo "Pepsi Cup"; disputò poi le 3 gare della prima fase di qualificazione al Campionato europeo di calcio Under-17 del 2006, segnando contro Irlanda e Lettonia, e le 3 della fase di qualificazione élite alla fine di marzo del 2006.
Con l'Under-20 ha partecipato al Torneo Quattro Nazioni nel 2008.
Il 25 marzo 2009 esordisce in Nazionale Under-21 nella partita amichevole Austria-Italia (2-2).

## Statistiche

### Presenze e reti nei club
Statistiche aggiornate al 4 maggio 2025.
| Stagione              | Squadra                | Campionato            | Campionato | Campionato | Coppe nazionali | Coppe nazionali | Coppe nazionali | Coppe continentali | Coppe continentali | Coppe continentali | Altre coppe | Altre coppe | Altre coppe | Totale | Totale |
| Stagione              | Squadra                | Comp                  | Pres       | Reti       | Comp            | Pres            | Reti            | Comp               | Pres               | Reti               | Comp        | Pres        | Reti        | Pres   | Reti   |
| --------------------- | ---------------------- | --------------------- | ---------- | ---------- | --------------- | --------------- | --------------- | ------------------ | ------------------ | ------------------ | ----------- | ----------- | ----------- | ------ | ------ |
| 2007-2008             | Juventus               | A                     | 1          | 0          | CI              | 0               | 0               | -                  | -                  | -                  | -           | -           | -           | 1      | 0      |
| 2008-2009             | Empoli                 | B                     | 23         | 1          | CI              | 2               | 0               | -                  | -                  | -                  | -           | -           | -           | 25     | 1      |
| 2009-gen. 2010        | Empoli                 | B                     | 12         | 1          | CI              | 1               | 0               | -                  | -                  | -                  | -           | -           | -           | 13     | 1      |
| Totale Empoli         | Totale Empoli          | Totale Empoli         | 35         | 2          |                 | 3               | 0               |                    | -                  | -                  |             | -           | -           | 38     | 2      |
| gen.-giu. 2010        | Triestina              | B                     | 16         | 1          | CI              | 0               | 0               | -                  | -                  | -                  | -           | -           | -           | 16     | 1      |
| ago. 2010-2011        | Modena                 | B                     | 40         | 9          | CI              | 2               | 0               | -                  | -                  | -                  | -           | -           | -           | 42     | 9      |
| 2011-gen. 2012        | Lecce                  | A                     | 11         | 0          | CI              | 0               | 0               | -                  | -                  | -                  | -           | -           | -           | 11     | 0      |
| gen.-giu. 2012        | Torino                 | B                     | 3          | 1          | CI              | -               | -               | -                  | -                  | -                  | -           | -           | -           | 3      | 1      |
| 2012-2013             | Bologna                | A                     | 15         | 2          | CI              | 3               | 2               | -                  | -                  | -                  | -           | -           | -           | 18     | 4      |
| 2013-2014             | Padova                 | B                     | 37         | 7          | CI              | 2               | 1               | -                  | -                  | -                  | -           | -           | -           | 39     | 8      |
| 2014-2015             | Pescara                | B                     | 33+4       | 6+1        | CI              | 1               | 0               | -                  | -                  | -                  | -           | -           | -           | 38     | 7      |
| 2015-gen. 2016        | Livorno                | B                     | 19         | 4          | CI              | 0               | 0               | -                  | -                  | -                  | -           | -           | -           | 19     | 4      |
| gen.-giu. 2016        | Pescara                | B                     | 12+3       | 0+1        | CI              | -               | -               | -                  | -                  | -                  | -           | -           | -           | 15     | 1      |
| Totale Pescara        | Totale Pescara         | Totale Pescara        | 45+7       | 6+2        |                 | 1               | 0               |                    | -                  | -                  | -           | -           | -           | 53     | 8      |
| 2016-2017             | Kryl'ja Sovetov Samara | PL                    | 26         | 5          | CR              | 2               | 0               | -                  | -                  | -                  | -           | -           | -           | 28     | 5      |
| 2017-2018             | Legia Varsavia         | EK                    | 23         | 2          | CP              | 5               | 1               | UCL+UEL            | 1+0                | 0                  | SP          | 0           | 0           | 29     | 3      |
| 2018-2019             | Legia Varsavia         | EK                    | 7          | 0          | CP              | 1               | 0               | UCL+UEL            | 0                  | 0                  | SP          | 0           | 0           | 8      | 0      |
| Totale Legia Varsavia | Totale Legia Varsavia  | Totale Legia Varsavia | 30         | 2          |                 | 6               | 1               |                    | 1                  | 0                  | -           | 0           | 0           | 37     | 3      |
| ott. 2019-2020        | Campodarsego           | D                     | 13         | 4          | CI-D            | -               | -               | -                  | -                  | -                  | -           | -           | -           | 13     | 4      |
| 2020-2021             | Gubbio                 | C                     | 32         | 3          | CI-C            | -               | -               | -                  | -                  | -                  | -           | -           | -           | 32     | 3      |
| 2021-2022             | Trento                 | C                     | 33+2       | 6+1        | CI-C            | 1               | 0               | -                  | -                  | -                  | -           | -           | -           | 36     | 7      |
| 2022-2023             | Trento                 | C                     | 28         | 6          | CI-C            | 0               | 0               | -                  | -                  | -                  | -           | -           | -           | 28     | 6      |
| 2023-2024             | Trento                 | C                     | 29+1       | 2          | CI-C            | 1               | 0               | -                  | -                  | -                  | -           | -           | -           | 31     | 2      |
| Totale Trento         | Totale Trento          | Totale Trento         | 90+3       | 14+1       |                 | 2               | 0               |                    | -                  | -                  | -           | -           | -           | 95     | 15     |
| 2024-2025             | Campodarsego           | D                     | 38         | 13         | CI-D            | 1               | 2               | -                  | -                  | -                  | -           | -           | -           | 39     | 15     |
| Totale Campodarsego   | Totale Campodarsego    | Totale Campodarsego   | 51         | 17         |                 | 1               | 2               |                    | -                  | -                  | -           | -           | -           | 52     | 19     |
| Totale carriera       | Totale carriera        | Totale carriera       | 449        | 73         |                 | 22              | 6               |                    | 1                  | 0                  |             | 0           | 0           | 482    | 79     |

## Palmarès

### Club

#### Competizioni giovanili
- Campionato Allievi Nazionali: 1

Juventus: 2005-2006
- Supercoppa Primavera: 1

Juventus: 2007

#### Competizioni nazionali
- Coppa di Polonia: 1

Legia Varsavia: 2017-2018
- Campionato polacco: 1

Legia Varsavia: 2017-2018